# (4074) Sharkov
(4074) Sharkov es un asteroide perteneciente al cinturón de asteroides, descubierto el 22 de octubre de 1981 por Nikolái Stepánovich Chernyj desde el Observatorio Astrofísico de Crimea (República de Crimea).

## Designación y nombre
Designado provisionalmente como 1981 UN11. Fue nombrado Sharkov en honor al astrofísico soviético ruso Viktor Ivanovich Sarkov.